# 予期せぬ出来事
『予期せぬ出来事』（よきせぬできごと、The V.I.P.s）は、1963年のイギリスのドラマ映画。監督はアンソニー・アスキス、出演はエリザベス・テイラーとリチャード・バートンなど。時間・場所・登場人物等が限られた空間で物語が展開する。空港という関係のない人々が交差し合う場所で様々な人間関係が組み合わされ物語が展開していくグランド・ホテル形式の映画として知られている。
なお、舞台となる空港はロンドン・ヒースロー空港である。
脚本のテレンス・ラティガンは、生涯の友人だったヴィヴィアン・リーに実際に起きた出来事を題材にして原作戯曲を書いた。
その出来事とは、ヴィヴィアンが夫のローレンス・オリヴィエを置いて愛人のピーター・フィンチと駆け落ちしようとした時、霧で飛行機の離陸が遅れたためにオリヴィエの元に戻ったというものである。
また第36回アカデミー賞において、ブライトン公爵夫人を演じたマーガレット・ラザフォードが助演女優賞を受賞している。

## キャスト
| 役名                                                  | 俳優                       | 日本語吹替                                 | 日本語吹替                         |
| 役名                                                  | 俳優                       | 東京12ch版                                 | TBS版                              |
| ----------------------------------------------------- | -------------------------- | ------------------------------------------ | ---------------------------------- |
| フランシス・アンドロス （ポールの妻）                 | エリザベス・テイラー       | 北浜晴子                                   | 小沢沙季子                         |
| ポール・アンドロス （実業界の大物）                   | リチャード・バートン       | 納谷悟朗                                   | 鈴木瑞穂                           |
| マーク・シャンセル （ギャンブラー、フランシスの愛人） | ルイ・ジュールダン         | 青野武                                     | 柴田侊彦                           |
| レス・マングラム （買収の危機にある企業の社長）       | ロッド・テイラー           | 山内雅人                                   | 森川公也                           |
| ミス・ミード （マングラムの秘書）                     | マギー・スミス             | 野口ふみえ                                 | 清水良英                           |
| マックス・ブーダ （有名映画監督）                     | オーソン・ウェルズ         | 富田耕生                                   | 加藤忠                             |
| グロリア・グリッティ （女優、ブーダ監督の恋人）       | エルザ・マルティネッリ     | 渡辺典子                                   |                                    |
| サンダース （空港の接客係）                           | リチャード・ワッティス     | 和田啓                                     |                                    |
| ジョスリン （空港の男性職員）                         | ロナルド・フレーザー       | 若本紀夫                                   |                                    |
| ミルバンク中佐 （ポールの部下、元軍人）               | デニス・プライス           | 藤本譲                                     |                                    |
| ジョン・コバーン （ギャンブル好きの金持ち）           | ロバート・クート           | 上田敏也                                   |                                    |
| ミス・ポッター （空港の女性職員）                     | ジョアン・ベンハム         | 坂井志満                                   |                                    |
| ミリアム・マーシャル （マングラムの恋人）             | リンダ・クリスチャン       | 塚田恵美子                                 |                                    |
| ブライトン公爵夫人                                    | マーガレット・ラザフォード |                                            |                                    |
| シュワッツバッカー （ブーダ監督の経理担当）           | マーティン・ミラー         |                                            |                                    |
| 空港監督官                                            | マイケル・ホーダーン       |                                            |                                    |
| 不明 その他                                           |                            | 矢田稔 松岡武司                            |                                    |
|                                                       |                            |                                            |                                    |
| 演出                                                  | 演出                       | 斯波重治                                   |                                    |
| 翻訳                                                  | 翻訳                       | 榎あきら                                   |                                    |
| 効果                                                  | 効果                       | 南部満治                                   |                                    |
| 調整                                                  | 調整                       | 桑原邦男                                   |                                    |
| 制作                                                  | 制作                       | オムニバスプロモーション                   |                                    |
| 解説                                                  | 解説                       | 芥川也寸志                                 | 荻昌弘                             |
| 初回放送                                              | 初回放送                   | 1972年7月13日 『木曜洋画劇場』 21:00-23:00 | 1974年4月15日 『月曜ロードショー』 |

## 作品の評価
Rotten Tomatoesによれば、5件の評論のうち高評価はなく、平均点は10点満点中3.4点となっている。
Metacriticによれば、6件の評論のうち、高評価は3件、賛否混在は2件、低評価は1件で、平均点は100点満点中51点となっている。